# ظلف

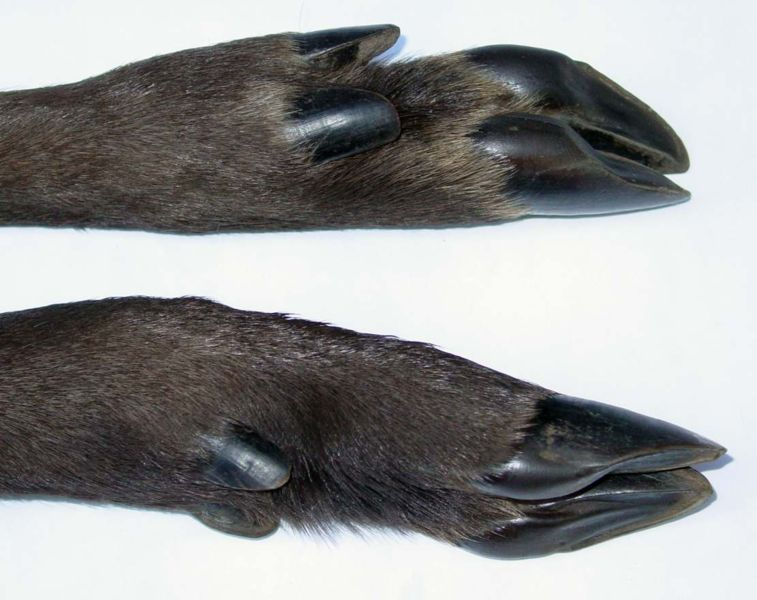

الظِّلْف هو الحافر المشقوق الذي يوجد لدى شفعيات الأصابع بينما يكون الحافر لدى مفردات الأصابع، من الحيوانات التي تملك أظلفا الغنم والمعيز والبقر والإبل من الماشية وكذلك الأيول والخنازير, تمتلك هذه الحيوانات إضافة للأظلف زمعات في أسفل قدمها لا تساعد في عملية المشي لكنها تمس الأرض عند الجري أو القفز.

## اقرأ كذلك
- قائمة مزدوجات الأصابع حسب العدد